# Gabriela Lněničková
Gabriela Lněničková, z domu Hitzgerová (ur. 20 sierpnia 1979) – czeska szachistka, mistrzyni międzynarodowa od 2000 roku.

## Kariera szachowa
W latach 1992–1999 wielokrotnie reprezentowała Czechy na mistrzostwach świata i Europy juniorek w różnych kategoriach wiekowych. W 1993 r. podzieliła I-II m. w mistrzostwach Czech juniorek do 14 lat. W 1994 r. zdobyła tytuł mistrzyni kraju w kategorii do 16 lat. W 1997 r. reprezentowała narodowe barwy na drużynowych mistrzostwach Europy, natomiast w 1998 r. – na szachowej olimpiadzie. W 2000 r. zwyciężyła w kołowym turnieju w Hammershøj.
Jest czterokrotną medalistką indywidualnych mistrzostw Czech: złotą (1997), srebrną (1998) oraz dwukrotnie brązową (2000, 2004).
Najwyższy ranking w karierze osiągnęła 1 stycznia 2001 r., z wynikiem 2255 punktów zajmowała wówczas 4. miejsce wśród czeskich szachistek.